# 光热效应
光热效应是与电磁辐射相关的现象，通过材料的光激活产生热能（热量）。
在医学上，会用光热效应来治疗血管病变，或是进行激光换肤、激光脱毛或激光手术。